# Марьевка (Баштанский район)
Ма́рьевка (укр. Мар'ївка) – село в Ингульской сельской общине Баштанского района Николаевской области Украины. Равноудалено от районного (Баштанка – Марьевка – 37 км) и областного (Николаев – Марьевка – 35 км) центров.

## География
Село расположено на левом берегу речки Ингул, которая является украшением села и играет важную роль в жизни жителей: благодаря реке в селе есть пресная вода и рыба.
Самые ранние упоминания об этой местности встречаются в трудах древнегреческого историка Геродота. Согласно его записям в Ингуле было множество рыбы. Река была глубокой и полноводной местами достигая глубины в 5—6 саженей (10,67—12,80 метра). По берегам рос лес и кустарник.
До середины XX века река в пределах села была красивым плесом, чистым от камыша. Но после того как в 1950-е годы плавни распахали под колхозный огород, река заилилась, заросла камышом и рогозом.
На юго-запад от с. Марьевка расположено урочище Марьина роща.
Марьевка занимает площадь 0,8 км².

## История села
На месте, где теперь находится Марьевка, находился зимовник Ивана Сушко (1778 г.). Появившиеся здесь позже  хутора относились к с. Михайловка (ныне Михайло-Ларино). Этим объясняется первое название – «хутора Михайловские». До 80-х годов XIX века на территории Марьевки были две деревни с названиями Марьевка и Михайловка. Записи об этих деревнях есть в метрических книгах Балацковской волости, к которой они принадлежали.
Село Марьевка было основано в 1820-30 гг. помещиком Папенгутом Петром Ивановичем, который привез с собою шестнадцать семей крепостных из села Рышки Орловской губернии Кромского уезда Никольской волости, часть из которых он выменял на собак, а часть выиграл в карты. Кроме них в селе появились переселенцы из Курской, Полтавской и Черниговской губерний.
|  |  |  |

Папенгуту П.И. принадлежало 3146 десятин земли. В 1858 г. в селе было 58 дворов, 354 жителей, в т.ч. мужчин – 185, женщин – 169. 
Первые жители Марьевки (те самые крепостные, которых Папенгут П.И. выменял на собак) по фамилии Леонов, Литвинов, Орлов, Жуков, Никифоров, Страхов поселились на улице, которая сейчас называется в честь Н.В. Будюка. Однако в народе (со дня основания и вплоть до 1957-1958 гг.) за этой частью села закрепилось название «собачки» – в память о крепостных, которых помещик Папенгут поменял на собак.
Новые жители, приехав, начали строить жилье. Камня сначала здесь не находили, поэтому дома строили так: забивали в землю четыре столба (по размерам дома), от столба до столба ставили в 2 ряда камыш, который косили по берегам реки. Между рядами камыша набрасывали глины, ею же обмазывали камышовые стены снаружи и изнутри. Крышу делали из камыша. Печи и плиты топили камышом, кураем, разными сорняками. Этим же топливом топили и плиты (очаги), которые строили во дворах с приходом тепла, т.к. летом готовить еду в доме было очень жарко .
Позднее на восточной окраине села глубоко в земле нашли пласты камня. Расчищали его лопатами, выдалбливали ломами и топорами. Это место до сих пор в селе известно как «розчища». Из этого камня заложен фундамент господского дома и хозяйственные постройки. Стены помещичьего дома были построены из пиленного камня, привезенного специально для строительства.
В 1880 г. в селе 1081 десятина земли принадлежала графу Стембок-Фермеру Василию Ивановичу.
В 1880 г. основана земская одноклассная школа. В 1886 г. в селе было 77 дворов, жителей – 462.
Имение последнего помещика Соковнина Алексея Николаевича было построено в лучшей части села (за 100-150 м от реки Ингул, занимало современные улицы им. С.П. Бойченко и Н.В. Будюка), было тщательно продумано и отличалось особыми удобствами. Дом был двухэтажным, каменным, с цинковой крышей. Окна первого этажа были расположены низко над землей и защищены решетками. С первого на второй этаж вела деревянная лестница. С обеих сторон лестницы стояли деревянные бочки с цветами. На лестничной площадке, при подъеме на второй этаж, висел портрет, на котором была изображена в полный рост помещица Мария Ричардовна Соковнина. В гостиной стояли шкафы для одежды, зеркала, кресла. В спальнях стояли деревянные кровати, кресла. На стенах висели портреты.
Много томов насчитывала библиотека Соковниных, которая находилась на втором этаже, над белой (господской) кухней.
Дворовые присматривали за большой оранжерей и цветником, который был разбит возле дома. В цветнике росли пышные кусты сирени и роз. Перед домом были высажены два ряда абрикосов. От дома вниз к реке был высажен сад, за которым старательно ухаживал садовник, живший в доме на территории поместья. В саду были беседки, лавки для отдыха, красиво оформленные аллеи.
|  |

Господское хозяйство было большим: 10-12 коров, свиньи, волы, 6 пар коней (пара выездных), куры, гуси, утки. За отарой овец присматривал пастух-татарин.
В 1919 году во время гражданской войны юг Украины был оккупирован армией Деникина А.И. В этом году помещица Соковнина Мария Ричардовна была жестоко убита. Господский дом и стены разобрали на постройку других домов, а фундамент стены господского дома долго простоял нетронутым – до 50-60 гг. ХХ ст. Остатки стены разобрали на строительство новых домов жители сел Новая Жизнь и Новомарьевка. Разбивали стену молотами, камень увозили подводами.

### Советская власть
После гражданской войны крестьяне получили по 2 десятины на каждого члена семьи, но не могли обработать эти наделы из-за недостатка техники, поэтому сдавали землю в аренду. Однако это не улучшило их положения. В многодетных семьях часто не было хлеба, пищу готовили весьма простую – затирка (молочный суп из молока и теста, которое растирали руками или с помощью сита на мелкие комочки), суп, мамалыга. Основной обувью были лапти, которые шили сами из телячьей кожи.
После установления советской власти в январе 1918 г. сменили старосту села: вместо зажиточного Василия Костенко был избран бедняк Кузьма Иванович Кравченко.
В 1920 г. в селе было 155 дворов, жителей – 1012 человек, в т.ч. мужчин – 499, женщин – 513. В этом же году 26 июля был организован КНК (Комитет неимущих крестьян), главой которого избрали Захара Страхова. В КНК входило 285 членов: 137 мужчин и 148 женщин, которым было отведено 1203 десятин земли.
29 сентября 1922 г. в Марьевке была организована сельскохозяйственная артель «Предрассветные огни», в которую вошло 9 членов. Им было отведено 90 десятин земли.
6 мая 1923 г. в селе создали сельскохозяйственную кооперацию. Работала школа, в которой училось 32 ученика.
Первый колхоз (названный «Победа», позже переименованный в колхоз им. Н.С. Хрущёва) был организован в 1929 г. В него вошли 22 двора беднейшего крестьянства, которого в селе было большинство. Чтобы выжить, им было проще вступить в колхоз. Незначительное количество зажиточных крестьян продолжали вести своё хозяйство, рассчитывая только на собственные силы, а не на наемных рабочих. Как правило, основой их благосостояния были бережливость и хозяйственность, а также то, что работали все члены семьи.

### Коллективизация и голодомор 1932-1933 гг.
В начале 1930 года волна раскулачивания докатилась до Баштанского района. В соседних селах Ингулке и Новый Данциг (современная Виноградовка) у значительного количества зажиточных крестьян были конфискованы и переданы в колхоз скот и инвентарь. В Марьевке таких оказалось мало, поскольку село было бедное. Над всеми зажиточными села висела угроза «раскулачивания» и принудительный переход в колхоз. Одними из первых избавились от своего хозяйства семьи Горовенко, Костенко, Терентьевых. Были такие крестьяне, которые оказывали сопротивление и не хотели принудительно переходить в колхоз. Позднее они были арестованы. Например, Дорошенко Иван Игнатович, 1902 г.р., был арестован 01.02.1933 и приговорен к заключению в концлагере на 3 г. по ст. 54-10 КК УСРР.
В 1931 г. зажиточные крестьяне после «раскулачивания» создают колхоз «ОСОВИАХИМ».
В начале 1932 г. представители КНК вместе с уполномоченными лицами из Баштанки и Николаева забирали в первую очередь у более-менее зажиточных крестьян все съедобное: небольшой запас зерна, крупы. Не оставляли ни картофеля, ни сушеных фруктов, ни овощей. Начался голод. Сельчане ели все, что можно было есть, лишь бы выжить. Их спасала река. Ловили рыбу, благо, что ее водилось много. Жарили, варили похлебку. Было легче тем семьям, у кого была корова, но таких было немного. Люди ходили голодные и опухшие. Были случаи голодной смерти, преимущественно среди несовершеннолетних детей, на которых более всего сказывалось постоянное недоедание.

### Вторая мировая война
Весть о начале Второй мировой войны застала большинство жителей Марьевки в степи, на полевых работах. Новость услышали по радио, которое находилось на станции Лоцкино, т.к. колхозные поля простирались возле самой железной дороги.
В первых числах июля 1941 г. мужчин начали забирать в армию. Вначале ушли 80 человек. В первых числах августа в г. Николаеве сформировался добровольческий кавалерийский корпус в 1000 сабель. Это были добровольцы-участники гражданской войны, многим из них было за 40, но каждый считал себя солдатом в эти тревожные дни. Двое жителей села вступили в этот корпус, который позднее вошел в состав конной армии Белова П.О.
Из воспоминаний:
В селе фашисты появились в середине августа. Ехали по современным улицам им. Будюка и им. Бойченко на мотоциклах и танках. Остановились возле реки искупаться. Много их было. Все высокого роста с закатанными рукавами. Очень хохотали, некоторые сели есть. Жители села, в основном женщины и дети, сидели в погребах. Долго немцы не пробыли, скоро поехали дальше.
Территория села была оккупирована на протяжении 2,5 лет. Во время оккупации все работы на полях выполняли старики, женщины и подростки. Тягловой силой служили кони и волы. Также в наличии был один работающий трактор «Фордзон», арбы, подводы. Перед севом зерновых вспаханную землю разравнивали с помощью коров.
Во Второй мировой войне принимали участие 170 жителей села, из них 39 погибли смертью храбрых, 69 награждено орденами и медалями.
В здании где сейчас (2015 г.) располагается пекарня Гевора Папикяна была мельница. Мельником работал Никита Дмитриевич Терентьев. В селе его ласково называли дед Мыкышка. Это был очень добрый человек. Он, как мог, помогал многодетным семьям – когда зерном, когда мукой. Дедушка Мыкышка за ствол осокоря, который приезжие люди взяли на хомут для волов, выменял мешок ржи, смолол и раздал вдовам – кому на коржи, кому на затирку. Если не было возможности дать муки, сам пек коржи, будто себе, а потом отдавал женщинам для детей, которые сидели голодные, так как их матери целый день работали в поле.
Однако то ли не всем односельчанам нравились поступки  Никиты Дмитриевича, то ли кто-то позавидовал, но об этой тайной поддержке узнали немцы, пришли к нему и сильно побили. После этого дед Мыкышка, боясь еще одного доноса, с большой осторожностью, только со своими родственниками и близкими знакомыми делился продуктами.
Мужество и выдержку проявила Маслюк Евфросиния Филипповна, когда решила помочь раненным и голодным советским бойцам, которые вели бои на окраине села, защищая его от фашистов. Сварив бульон с курицей, она отправила своего восьмилетнего сына Володю передать им горячей пищи.
Освобождала село 9-я гвардейская казачья кавалерийская дивизия в составе 4-го гвардейского Кубанского казачьего кавалерийского корпуса. Весной 1944 г. 3-й Украинский фронт, в состав которого входил 4-й гвардейский Кубанский казачий кавалерийский корпус, проводил Березнеговато-Снигирёвскую операцию. Погода в это время была холодной и дождливой. Два препятствия были на пути наших бойцов – упорное сопротивление фашистов и непролазная грязь.

16 марта 1944 г. утром немецкие самолеты бомбардировали село, люди прятались в погребах, некоторые в домах.
Со стороны села Виноградовки на Марьевку надвигался необыкновенный грохот, выстрелы, крики. Это наступали советские войска. Первым на современной Баштанской улице появился советский танк, за ним шла пехота.
Части подразделений 9-й гвардейской казачьей кавалерийской дивизии 4-го гвардейского Кубанского казачьего кавалерийского корпуса оказались отрезанными от основных боевых сил. Недалеко от с. Марьевка завязался отчаянный бой советских солдат с немцами. Фашисты, предчувствуя неминуемую гибель, упорно рвались к переправе через Ингул. Было много раненных советских солдат, которые лежали в противотанковых рвах, окопах.
Незаурядную смелость проявила жительница села Степанец Евдокия Степановна. Дул пронзительный ветер, моросил холодный дождь. Переправа на ингульском мосту была забита отступающим врагом. Пулеметные и автоматные пули жужжали над головой, а Евдокия на простой лодке переправляла советских бойцов на правый берег Ингула. Они спешили, так как только что узнали о планируемом расстреле мирных жителей села Ингулки. Своевременно перевезенные Евдокией Степановной бойцы, появились так внезапно из тыла, что враги не успели скрыться. Много жителей Ингулки было спасено.

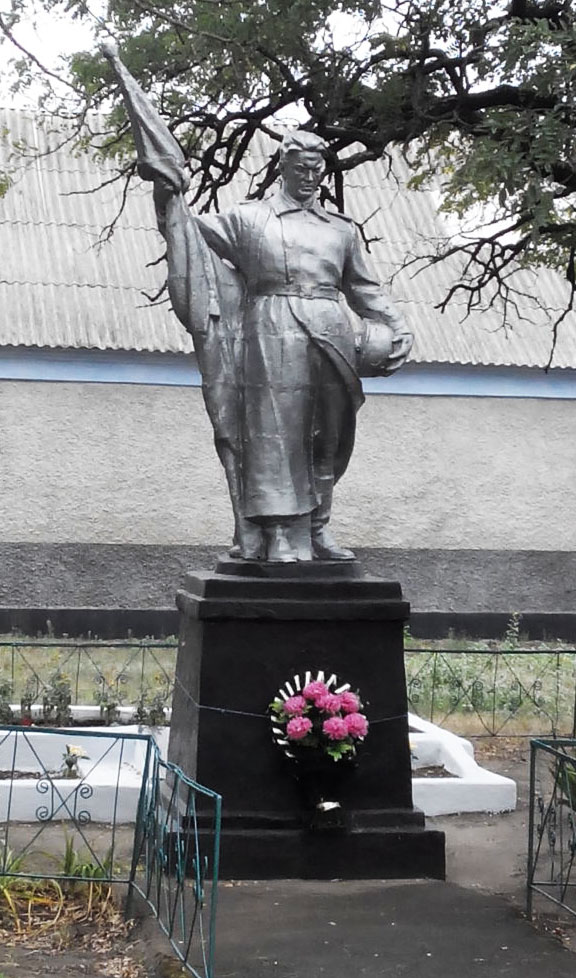
Братская могила воинов, погибших при освобождении села

Несмотря на холод, дождь, бездорожье Марьевка была освобождена 16 марта 1944 г. благодаря мужеству советских бойцов и поддержке местных жителей. 33 воина погибли при освобождении Марьевки. Они похоронены в центре села.
| ФИО и дата рождения                    | Боевые награды и год награждения                                 |
| -------------------------------------- | ---------------------------------------------------------------- |
| Бессмертный Петр Константинович (1917) | Медаль «За отвагу» (1941)                                        |
| Дроздов Дмитрий Александрович (1920)   | Медаль «За боевые заслуги» (1943)                                |
| Кабаченко Петр Григорьевич (1922)      | Орден Красной Звезды (1945) Медаль «За отвагу» (1945)            |
| Корчемаха Василий Иванович (1918)      | Орден Красной Звезды (1944) Медаль «За отвагу» (1944)            |
| Корчемаха Петр Иванович (1923)         | Медаль «За отвагу» (1945)                                        |
| Корчемаха Николай Иванович (1926)      | Медаль «За отвагу» (1945)                                        |
| Кравченко Алексей Филиппович (1922)    | Медаль «За отвагу» (1944) Медаль «За оборону Кавказа» (1944)     |
| Леонов Артем Аникиевич (1903)          | Медаль «За боевые заслуги» (1944)                                |
| Леонов Василий Минаевич (1908)         | Орден Красной Звезды (1945)                                      |
| Леонов Дмитрий Герасимович (1904)      | Медаль «За боевые заслуги» (1945)                                |
| Леонов Мефодий Аникиевич (1909)        | Орден Красной Звезды (1943) Медаль «За отвагу» (1943)            |
| Литвинов Гавриил Васильевич (1896)     | Орден Славы ІІІ степени (1944)                                   |
| Литвинов Николай Федорович (1923)      | Орден Отечественной войны ІІ степени (1945)                      |
| Литус Яков Иванович (1923)             | Медаль «За боевые заслуги» (1944)                                |
| Лященко Василий Маркович (1915)        | Орден Красной Звезды (1943) Орден Славы ІІІ степени (1945)       |
| Михайлов Михаил Михайлович (1924)      | Орден Славы ІІІ степени (1944) Орден Славы ІІ степени (1945)     |
| Никифоров Григорий Петрович (1920)     | Медаль «За оборону Кавказа» (1944) Орден Красной Звезды (1945)   |
| Орлов Петр Андреевич (1923)            | Медаль «За боевые заслуги» (1945) Медаль «За отвагу» (1945)      |
| Старостенко Николай Яковлевич (1924)   | Орден Славы ІІІ степени (1944) Медаль «За отвагу» (1945)         |
| Страхов Борис Никитич (1926)           | Орден Славы ІІІ степени (1945) Орден Красной Звезды (1945)       |
| Страхов Дмитрий Иванович (1905)        | Медаль «За боевые заслуги» (1945)                                |
| Страхов Леонид Никитич (1925)          | Орден Славы ІІІ степени (1945)                                   |
| Терентьев Мартын Никитич (1909)        | Медаль «За боевые заслуги» (1942) Орден Славы ІІІ степени (1944) |
| Шаманский Федосей Сидорович (1903)     | Медаль «За боевые заслуги» (1945)                                |

### Послевоенное восстановление села
Послевоенная жизнь сопровождалась для жителей Марьевки большой физической нагрузкой, которая стала последствием разрухи, бедности, голода 1946-1947 гг., суровых сталинских законов.
В колхозе им. Н.С. Хрущёва было два трактора и 12 пар коней. В колхозе «ОСОВИАХИМ» – один трактор. Частично использовали коров: с их помощью разравнивали вспаханную землю.
Сеяли зерно вручную. Косили с помощью косилок и кос. На току работала молотилка. Здесь было много взрослых, которым помогали дети-подростки. Одни подавали в барабан снопы пшеницы, ржи, другие отгребали зерно подальше от соломы. Действовала веялка, на которой зерно очищали от половы. Солому отвозили на ферму или распределяли среди сельчан: солома шла на корм для скота.
Трудности принес голод 1946-1947 гг. Не было хлеба. Люди подбирали колоски после собранного урожая, разрывали норы мышей на полях и забирали из них спрятанные зернышки. Воровали понемногу на току во время работы: в конце дня выносили зерно в карманах, а потом, крадучись и прячась, торопились домой, чтобы не встретить объездчика или бригадира.
На территории Виноградовки (в то время – немецкой колонии Новый Данциг) до войны было подсобное хозяйство Николаевского летного училища им. С.А. Леваневского. Когда немцы оккупировали территорию села, здесь был лагерь советских военнопленных, а после освобождения от немцев – лагерь немецких плененных. Обе группы пленных выращивали овощи, чаще всего картофель, который сохраняли в кучах (кагатах), которые укрывали для длительного хранения. Однако в кагатах картофель мерз и его выбрасывали. Жители Марьевки, Доброй Криницы, Лоцкино ходили в Виноградовку за мерзлым картофелем. Брали и выброшенный, и прямо из кагат, приносили домой, размораживали, мыли, сушили. Получался черный мерзлый крахмал. Такого же цвета были и коржики. Варили суп с таким картофелем, но он имел неприятный запах. Часто выручал малай – каша из кукурузной муки. Всегда на столе была тыква – печеная или в виде каши. На огородах росло много паслёна: им обедали на огороде, собирали, сушили на зиму. Сахара не было, поэтому, например, компот сладким делали с помощью сахарной свеклы: сначала вываривали ее в воде, после чего вынимали сваренные кусочки, а в отвар засыпали сухие фрукты. При этом у компота оставался тошнотворный свекольный запах.
В 1949 г. колхоз «ОСОВИАХИМ» и «Красная степь» объединились и получили название «Победа».
На полях выращивали зерновые: пшеницу, ячмень, рожь, овес, кукурузу, просо. Позже, «по указанию сверху», стали выращивать хлопок. Его высевали, обрабатывали, а когда наступало время собирать урожай, все – и взрослые, и дети (даже самые маленькие ученики школы), принимали участие в сборе хлопковых коробочек.
Уровень жизни колхозников был очень низким. Денежной оплаты труда колхозников не было. За отработанные трудодни получали зерно, овощи, фрукты. Для ведения домашнего хозяйства колхозникам завозили солому, иногда (если хватало) выписывали силос.

### Экономика села в 1950-1980 гг.
В 1958 г. к колхозу им. Н.С. Хрущёва был присоединен колхоз «Победа» (с. Новомарьевка). Объединенный колхоз получил название «Победа», а жители Новомарьевки стали второй бригадой этого колхоза.
Конец 1958 – начало 1960 годов стали знаменательными в жизни села: в Марьевку провели электричество и радио.
В 1963 г. колхоз «Победа» переименовали в колхоз «Авангард».
В 1964-1966 гг. в колхозе построили два коровника и свинарник.
В 1966 г. колхоз «Авангард» стал победителем соцсоревнования по производству продуктов животноводчества среди хозяйств Баштанского района.
В 1950-60 гг. в селе работал магазин, в котором можно было приобрести ткань, посуду, продукты, мыло. Дважды в неделю можно было купить керосин, потребность в котором особенно возросла после того, как в продаже появились керогазы. Работал медпункт. Пользовались жители услугами Ингульской больницы. Большой популярностью у местных пользовалась сельская библиотека.
Единственным источником связи с миром были газеты и журналы, которые выписывали жители села. Их своевременно приносил почтальон из Виноградовского почтового отделения, так как своей почты в Марьевке не было.
Все достижения в создании материальных ценностей были следствием настойчивой и самоотверженной работы колхозников. А потому наибольшим богатством села были люди: за высокие показатели в работе сельчане были удостоены орденов и медалей, в частности орденов Ленина и Трудового Красного Знамени – механизатор Плохой Анатолий Назарович, ордена Трудового Красного Знамени – доярка Чалая Полина Демьяновна, агроном Бабешко Владимир Иванович, ордена Трудовой Славы 3-й степени – механизатор Костенко Виктор Дмитриевич, ордена «Знак Почета» – птичница Кирток Варвара Федоровна, глава сельсовета Орлова Надежда Васильевна, водитель Орлов Александр Петрович.

### Независимая Украина
С провозглашением независимости Украины начались реформы в хозяйстве. Колхоз был расформирован, земля разделена на паи, сдана в аренду, определены имущественные паи.

## Образование и культура

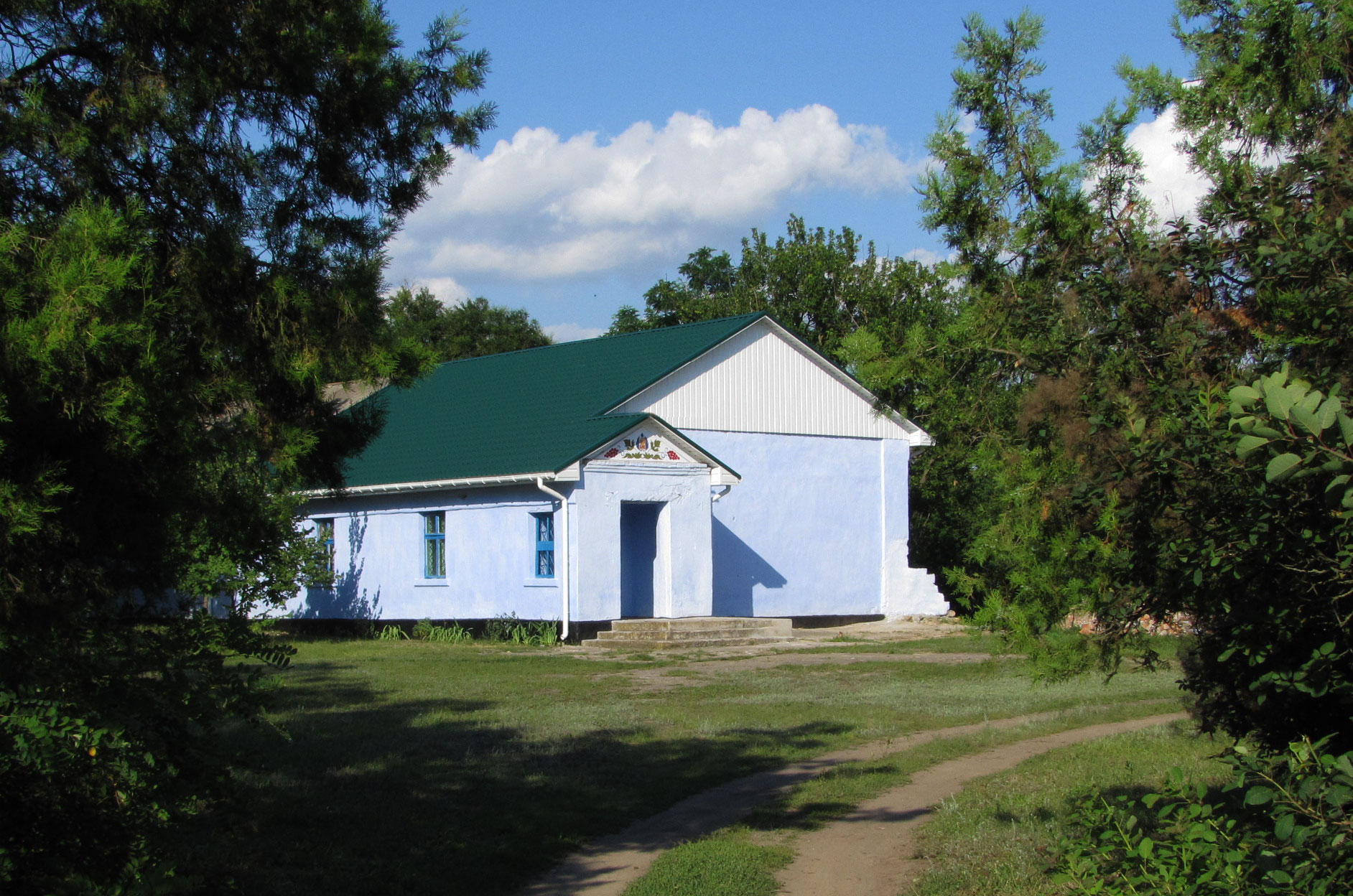
Здание старой школы

1880 г. основана земская одноклассная школа, в которой училось 13-17 учеников. Землевладелец – граф Стембокфермер.
1912 г. в селе действовала одна школа.
1923 г. действовала одна школа, в которой училось 32 ученика.
1928 г. действовали две трудовые школы, в которых учился 91 ученик, школа ликбеза (ликвидация безграмотности).
Здание школы было построено в 1909 г. Со временем достроено два класса. В 1960 г. Марьевская школа переходит на восьмилетнюю программу обучения. К этому времени к старому зданию было достроено еще две классные комнаты. Несколько позднее совместными усилиями родителей и учителей построили помещение мастерской для проведения уроков трудового воспитания.
Через Марьевскую школу прошло много учителей. Работали в ней бывшие выпускники, было и немало приезжих. Некоторые из них остались в селе навсегда. Обзаведясь семьями, они проработали много лет, внесли неоценимый вклад в развитие школы, совершенствование учебного процесса, воспитание новых поколений жителей Марьевки.
В 1992 г. в селе была построена новая двухэтажная школа.
В архивных данных есть запись о том, что в 1928 г. в Марьевке был сельдом (сокращение от  «сельский дом»). Это был обычный сельский клуб, где молодежь проводила свой досуг. Новый клуб построили в 1950-е годы. В 1950—60 гг. передвижная киноустановка демонстрировала фильмы, работали кружки художественной самодеятельности, участники которых организовывали концерты для односельчан.

## Известные люди
Бойченко Семен Петрович (1912—1987) – первый рекордсмен по плаванию.
Будюк Николай Васильевич (1921—1944) – Герой Советского Союза.
Савинов Сергей Васильевич (1995—2019) – младший сержант ВС Украины.

## Архитектурные памятки
В с. Марьевка – памятник погибшим воинам в годы Второй мировой войны, памятный знак (Казачье поле) погибшим воинам в годы Второй мировой войны.
В с. Марьевка – здание старой школы (теперь церковь).
В с. Виноградовка – помещение православной церкви (бывшая немецкая кирха).
В с. Новая Жизнь – памятный знак погибшим воинам в годы Второй мировой войны.

## Известные события
2 ноября 1984 года состоялась встреча жителей с. Марьевки с казаками-ветеранами 4-го гвардейского Кубанского казачьего кавалерийского корпуса, которые в марте 1944 г. освобождали с. Марьевку от немецко-фашистских захватчиков. 
|  |  |

Встреча жителей с. Марьевки с казаками-ветеранами 4 ГКККК в 1994 г.
|  |  |  |  |

|  |  |

30 апреля 2009 г. в помещении местной школы был открыт музей С.П. Бойченко.
|  |  |

К 195-летию села Марьевка в конце 2015 г. вышла документальная книга на украинском языке «Наш край родной, дом милый. История села Маревка». Автор книги — учительница местной школы Кирток Валентина Васильевна, которая на протяжении многих лет собирала материалы о родном крае. Она работала в архивах, расспрашивала и записала рассказы старожилов села, дополнила книжку своими воспоминаниями и наблюдениями. 8 января 2016 г. в с. Марьевка состоялась презентация этой книги.
|  |  |  |  |

25 октября 2019 в помещении местной школы был проведен урок мужества, посвященный защитникам Украины, которые защищают нашу страну на востоке от террористических войск. Также состоялась презентация книги о героях АТО, которую представил Б.И. Билык.
|  |  |

2 ноября 2019 состоялось открытие мемориальной доски на стене здания Марьевской школы, посвященной бывшему ученику школы Савинову Сергею Васильевичу, который погиб от пули снайпера в зоне АТО 30 августа 2019. Доска была открыта в день его рождения. 
|  |  |  |  |

## Окрестности Марьевки
|  |  |  |  |